# 拉韋格拉特山
46°27′53″N 7°29′42″E / 46.46472°N 7.49500°E
拉韋格拉特山（Laveygrat），是瑞士的山峰，位於該國中部，由伯恩州負責管轄，處於伯爾尼以南50公里，該山峰海拔高度2,467米，每年平均降雨量1,585毫米。